# くるひなた
くる ひなたは、日本の小説家、漫画家。近畿地方在住。

## 来歴
WEB小説投稿サイト「小説家になろう」で2010年より無償公開のWEB小説作品として連載した『蔦王』が人気となり、2011年7月31日にアルファポリスより出版、商業小説家デビューした。なお、発刊翌週の2011年8月8日には増刷し1万3千部の売上を記録している。
また、2015年にはKADOKAWA / エンターブレインより刊行された『ウサギ娘とだんな様』（全2巻）にて自筆の漫画作品を収録し、漫画家としても商業デビューした。
小説家になろうとラジオの共催の超短編小説コンテスト「下野紘・巽悠衣子の小説家になろうラジオ」大賞で『経由地おっさん』が大賞となった。他の選定ノミネート作品とともに、番組内で台本になって朗読された。

## 作品

### 小説
アルファポリス
- 『蔦王』2011年7月1日。ISBN 978-4434158476。
- 『蔦王 2』2011年11月1日。ISBN 978-4434160950。
- 『蔦王 3』2012年2月。ISBN 978-4434164507。
  - 『蔦王外伝―瑠璃とお菓子』2012年10月1日。ISBN 978-4434172434。
  - 『蔦王外伝―瑠璃とお菓子 2』2013年4月1日。ISBN 978-4434178788。
- 『Mon favori―モン・ファヴォリ』2014年2月。ISBN 978-4434189487。
- 『Mon favori―モン・ファヴォリ 2』2014年5月。ISBN 978-4434192906。
- 『天井裏からどうぞよろしく 1』2015年10月13日。ISBN 978-4434210723。
- 『天井裏からどうぞよろしく 2』2015年11月1日。ISBN 978-4434212000。
- 『箱入り魔女様のおかげさま』2017年2月1日。ISBN 978-4434228896。
- 『妖精ホテルの接客係』2017年6月1日。ISBN 978-4434233425。

Jパブリッシング
- 『王太子殿下の溺愛エスコート 〜恋初めし伯爵令嬢〜』2015年5月15日。ISBN 978-4864572293。
- 『国王陛下の溺愛ウェディング 〜幸せをもたらす伯爵令嬢〜』2016年1月15日。ISBN 978-4864572804。
- 『大公閣下の甘やかな執着』2016年11月18日。ISBN 978-4908757464。
- 『元帥閣下の溺愛マリアージュ 〜薔薇は異国で愛を知る〜』2017年7月14日。ISBN 978-4866690094。

アリアンローズ
- 『異世界での天職は寮母さんでした 〜王太子と楽しむまったりライフ〜』2019年3月12日。ISBN 978-4866572239。

新紀元社
- 『来世こそは畳の上で死にたい 〜転生したのに前世の死因に再会したので、今世も安らかな最期を迎えられる気がしません！〜』2023年2月20日。ISBN 978-4-7753-2075-4。

アース・スター ルナ
- 『この異世界ではネコが全てを解決するようです 〜もふもふ一族とともに癒やしの力を振りまいた結果〜』2024年12月2日。ISBN 978-4-8030-2040-3。

### 漫画
アルファポリス、レジーナコミックス刊
- 原作くるひなた、漫画加藤絵理子『天井裏からどうぞよろしく 1』2015年9月30日。ISBN 978-4434209307。[注釈 1]
- 原作くるひなた、漫画加藤絵理子『天井裏からどうぞよろしく 2』2016年1月1日。ISBN 978-4434214301。

KADOKAWA / エンターブレイン
- 『ウサギ娘とだんな様』2015年12月14日。ISBN 978-4047308138。
- 『ウサギ娘とだんな様 2』2016年12月15日。ISBN 978-4047343733。